# Actephila grandifolia
Actephila grandifolia là một loài thực vật có hoa trong họ Diệp hạ châu. Loài này được (Müll.Arg.) Baill. mô tả khoa học đầu tiên năm 1866.